# بی‌بی‌کند
بی‌بی‌کند روستایی از دهستان محمودآباد بخش مرکزی، شهرستان شاهین‌دژ، استان آذربایجان غربی در شمال غرب شاهین‌دژ قرار دارد. زبان گفتاری مردم این روستا کردی سورانی با لهجه مکریانی می‌باشد. جمعیت این روستا در سال ۱۳۸۵، برابر با ۲۷۷ نفر و ۴۶ خانوار بوده‌است

## آثار باستانی
مجموعه صخره‌ای بی بی کند مربوط به هزاره اول است که در روستای بی بی کند واقع شده‌است. این اثر در تاریخ ۲۵ اسفند ۱۳۷۹ با شمارهٔ ثبت ۳۳۲۴ به‌عنوان یکی از آثار ملی ایران به ثبت رسیده‌است.

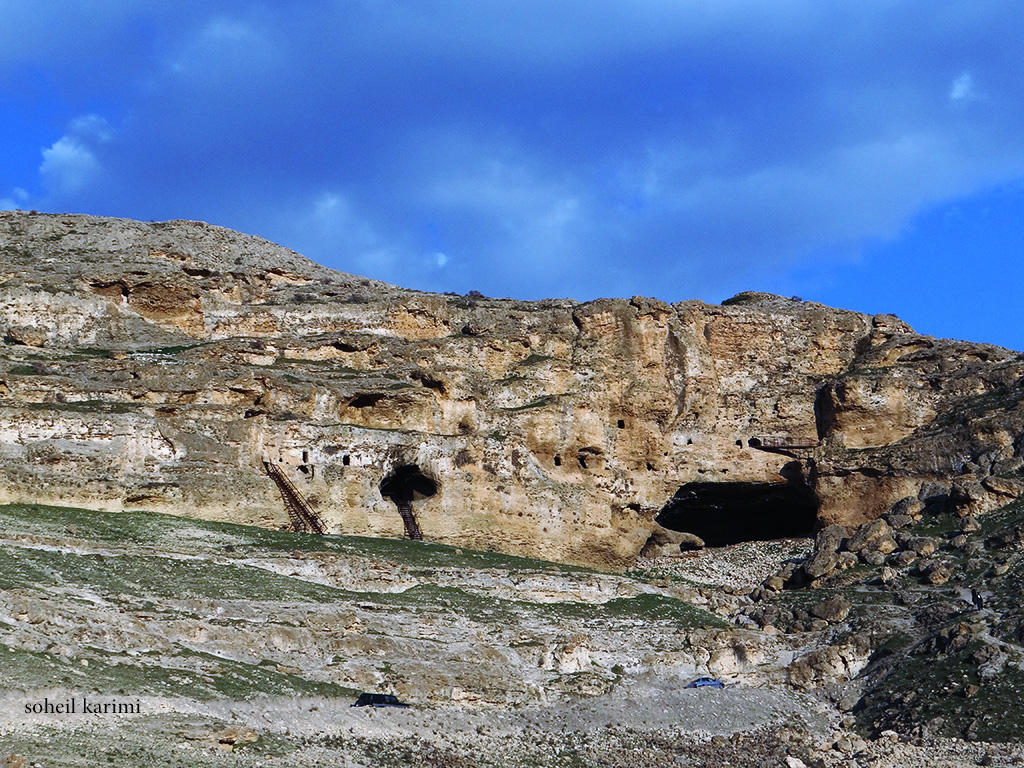
مجموعه صخره‌ای بی بی کند
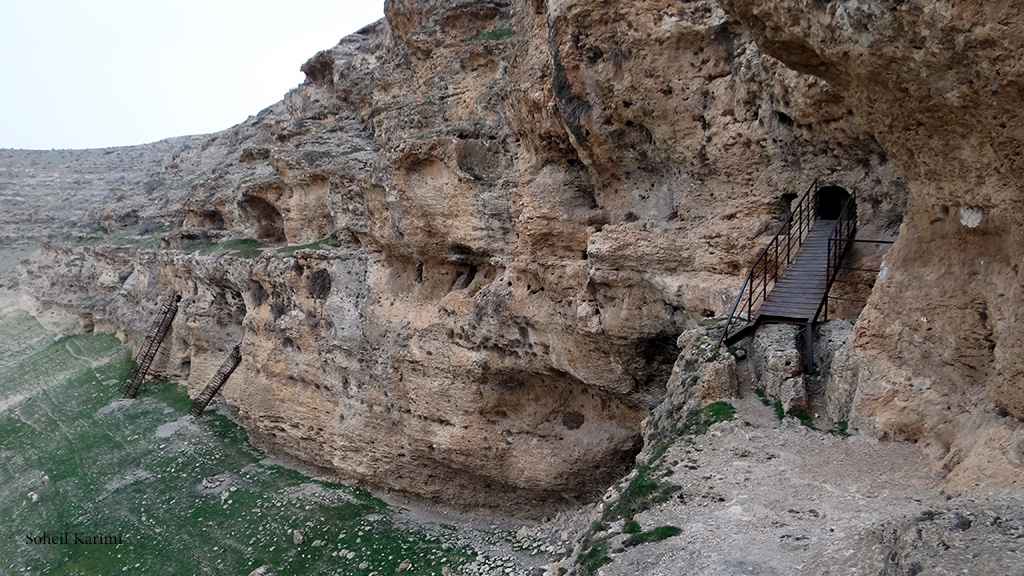
مجموعه صخره‌ای بی بی کند
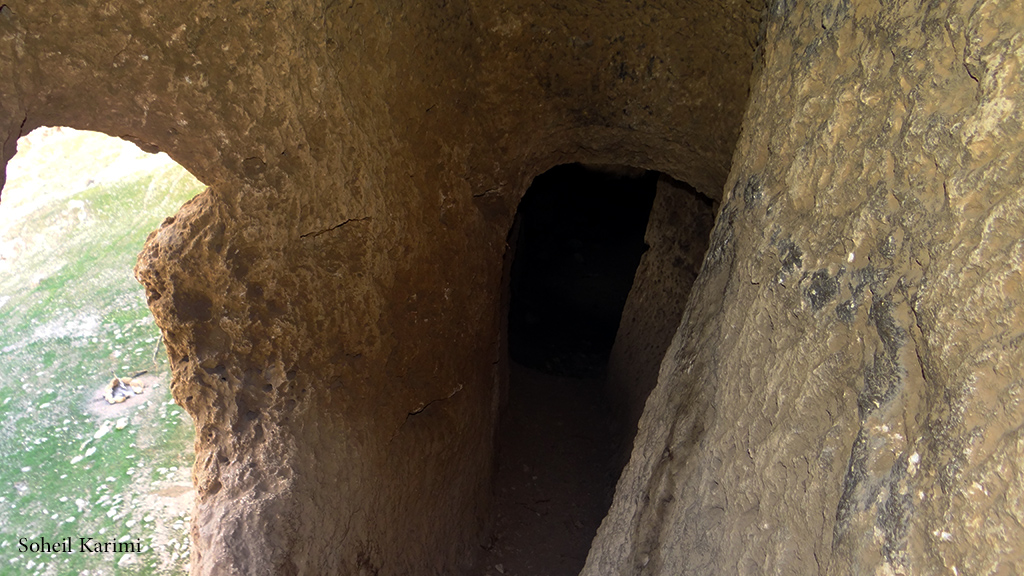
مجموعه صخره‌ای بی بی کند